# Souk Jedid (délégation)
Pour la ville, voir Souk Jedid.
Souk Jedid est une délégation tunisienne dépendant du gouvernorat de Sidi Bouzid.
En 2004, elle compte 19 210 habitants dont 9 354 hommes et 9 856 femmes répartis dans 3 630 ménages et 4 034 logements.